# Tattica

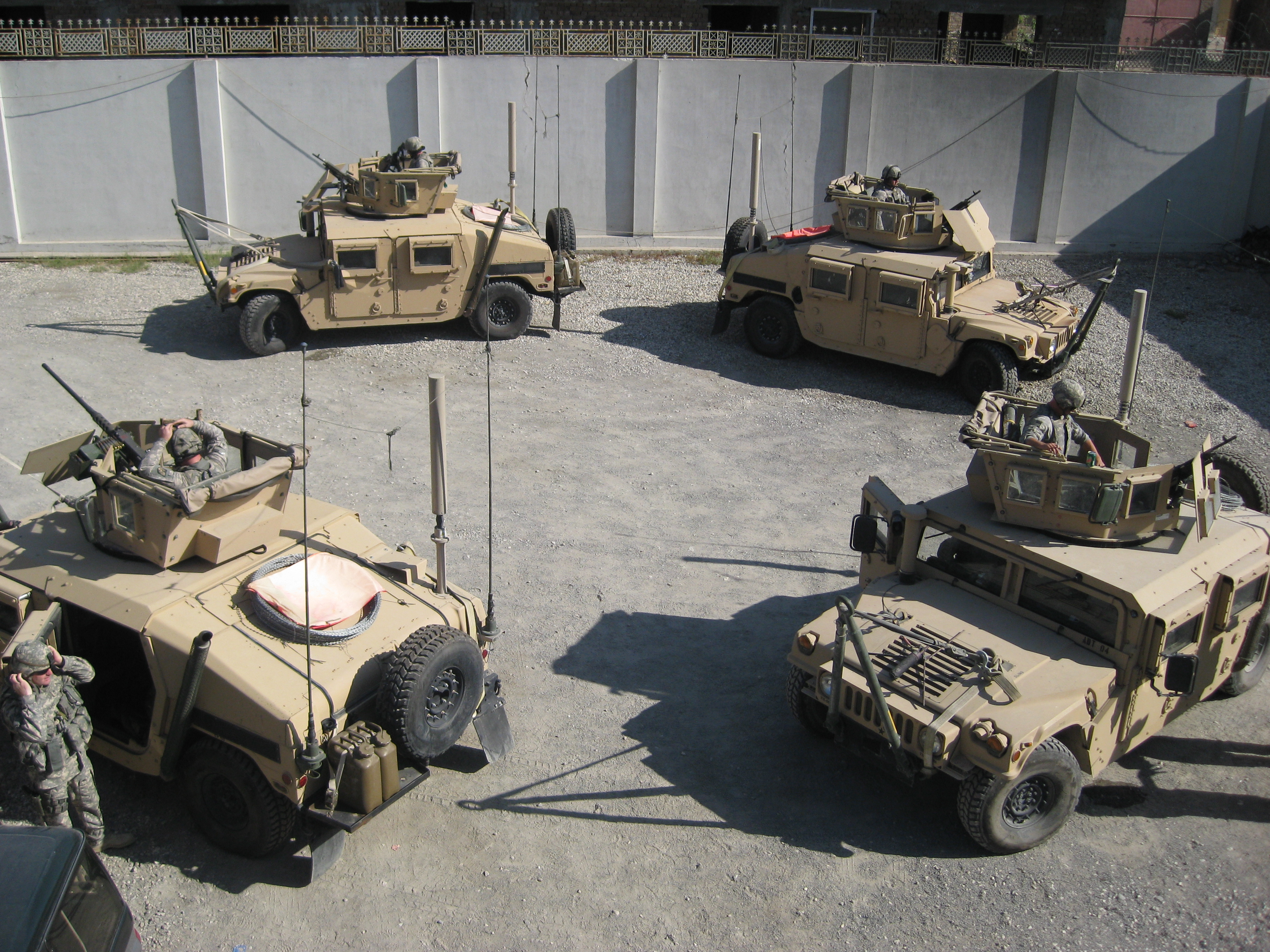
Veicoli delle truppe parcheggiate in uno schema circolare, una tattica difensiva per soste di media lunghezza.

Una tattica è un'azione concettuale o una breve serie di azioni utilizzate per sconfiggere un avversario o raggiungere un obiettivo a breve termine, che può essere implementata come uno o più compiti specifici. Basata sull'esperienza e sul talento, è la scienza e l'arte di combinare in modo ottimale i metodi d'azione e i mezzi a disposizione, per ottenere vittorie o vantaggi su piccola scala. Può essere offensiva o difensiva.
Il concetto di tattica è presente in vari campi: nella guerra (la tattica militare o, in mare, la tattica navale), in un duello, ma anche in economia, nel commercio, nello sport (ad esempio la tattica negli scacchi), nelle attività ludiche e in una grande varietà di altri campi, come ad esempio la negoziazione. Può rientrare nell'ambito di una strategia.

## Caratteristiche
La tattica si distingue dalla strategia; quest'ultima, infatti, è la descrizione di un piano d'azione di lungo termine usato per impostare e successivamente coordinare le azioni tese a raggiungere uno scopo predeterminato.
Un esempio della differenza, in una guerra contro un'altra nazione, in cui l'obiettivo è vincere la guerra, è tra la strategia che punta a distruggere l'esercito per neutralizzare la sua capacità militare e le tattiche messe in opera dai combattenti per eseguire specifiche azioni in luoghi specifici.
Secondo Michel de Certeau, mentre la strategia crea il suo spazio autonomo, una tattica è un'azione volontaria determinata dall'assenza di un luogo proprio; lo spazio della tattica è "lo spazio dell'altro": le tattiche sono azioni isolate che si avvantaggiano delle opportunità offerte dall'avversario.